# Drassodes braendegaardi
Drassodes braendegaardi är en spindelart som beskrevs av Lodovico di Caporiacco 1949. Drassodes braendegaardi ingår i släktet Drassodes och familjen plattbuksspindlar.
Artens utbredningsområde är Kenya. Inga underarter finns listade i Catalogue of Life.